# 남계룡
남계룡(南啓龍, 일본식 이름: 南智夫, 1895년 ~ ?)은 일제강점기의 관료이다.

## 생애
출신지는 전라남도 영암군이다. 경성부로 유학하여 1915년에 경성고등보통학교를 졸업하고 조선총독부 관리로 관계에 들어섰다.
1915년 12월에 총독부 판임관 견습으로 임명된 뒤 1917년 도서기로 정식 임용되어 경기도 고양군에서 근무했다. 이후 전라남도 나주군을 거쳐 전남 재무부 세무과에서 오래 근무했다.
1931년 3월에 총독부 군수로 승진하여 전남 함평군에 부임하였고, 곡성군과 광산군에서 차례로 군수를 지냈다.
함평군수이던 1935년에 총독부가 편찬한 《조선공로자명감》에 조선인 공로자 353명 중 한 명으로 수록되어 있다. 광산군수로 재직 중이던 1939년을 기준으로 종6위 훈6등에 서위되어 있었다.
2008년 발표된 민족문제연구소의 친일인명사전 수록예정자 명단 중 관료 부문에 포함되었다.

## 참고 자료
- 남계룡(南啓龍) - 국사편찬위원회